# لیوونیا (میشیگان)
لیوونیا، میشیگان (به انگلیسی: Livonia, Michigan) یک شهر در ایالات متحده آمریکا با جمعیت ۹۶٬۹۴۲ نفر است که در شهرستان وین واقع شده‌است.

## نگارخانه

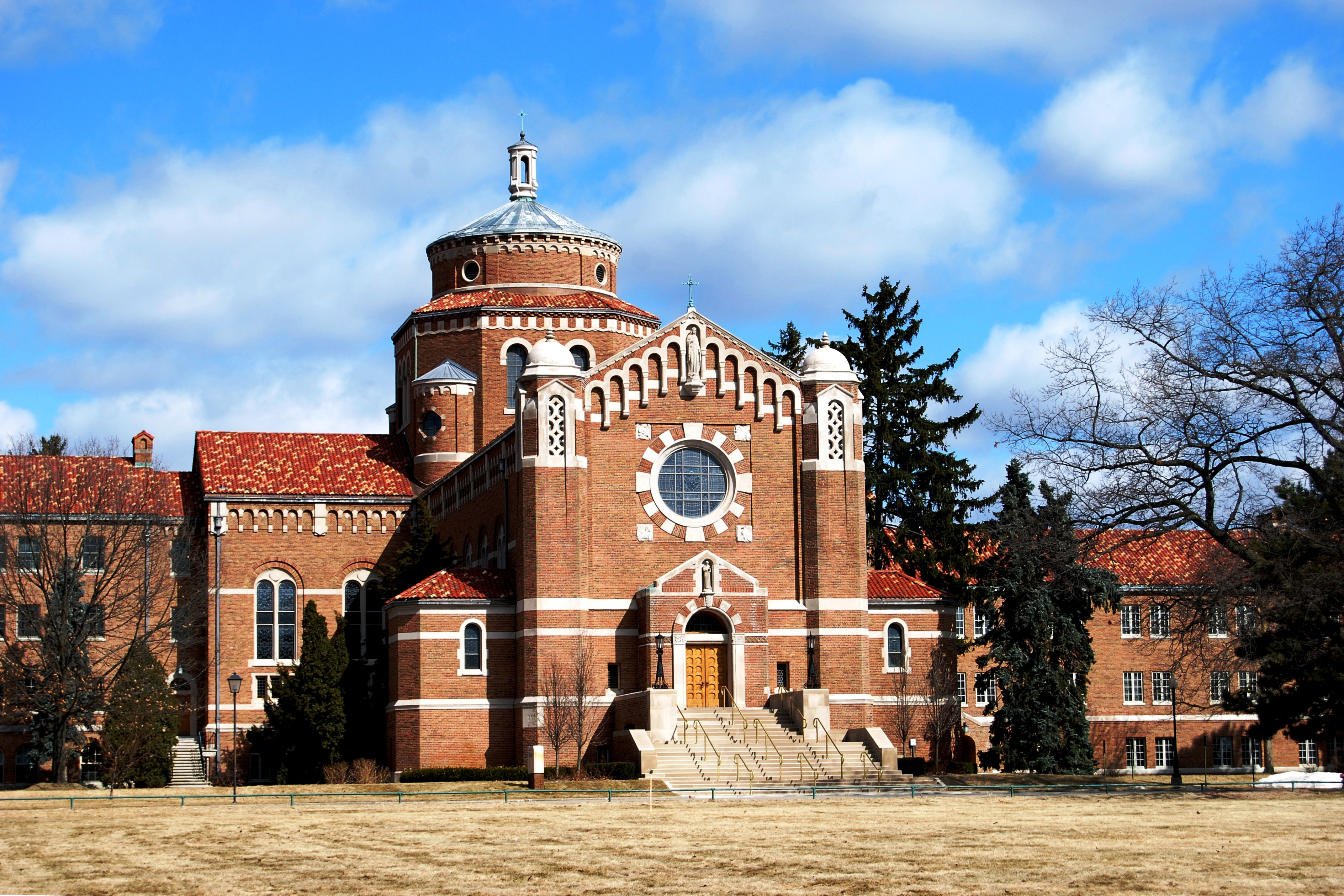
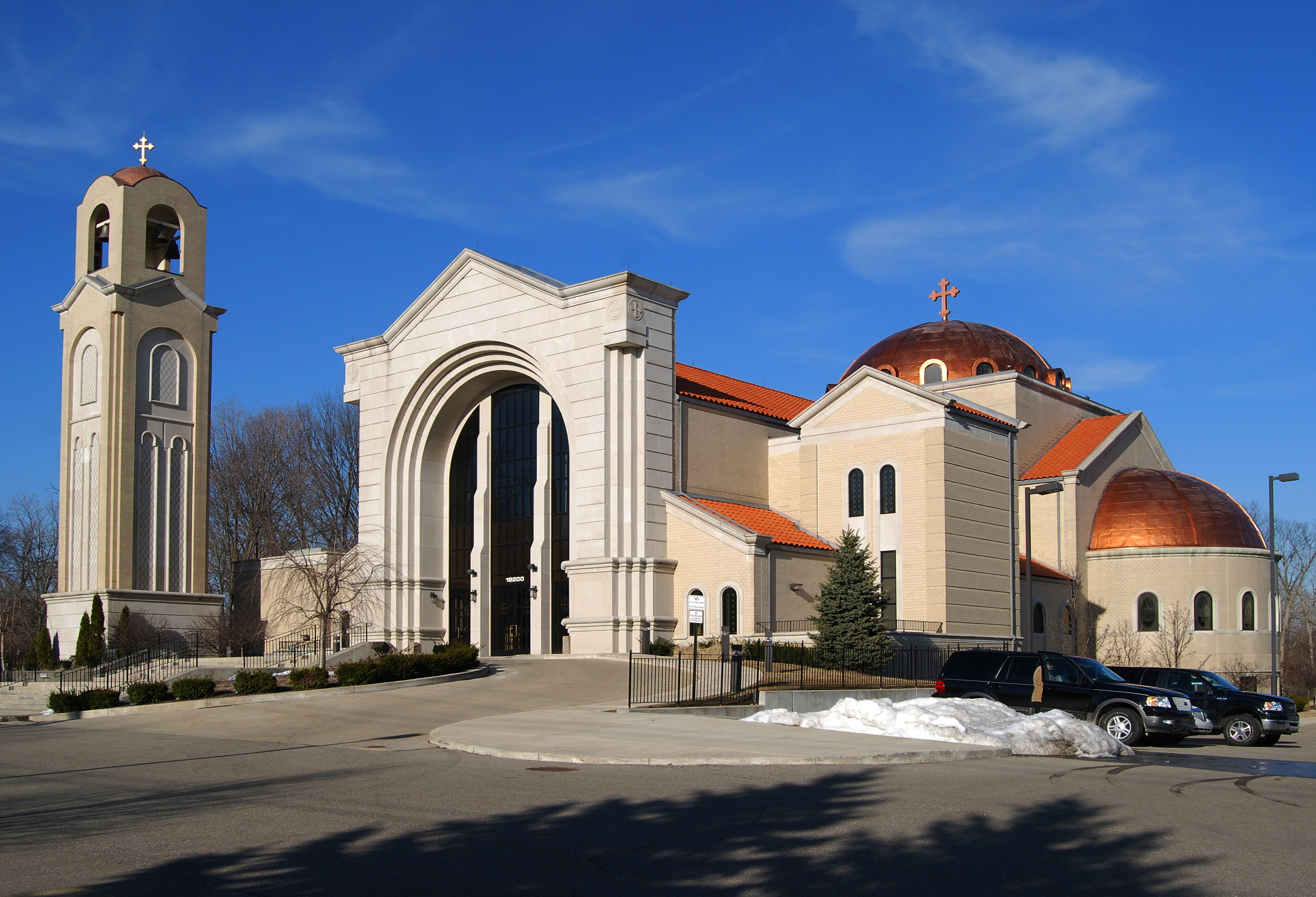
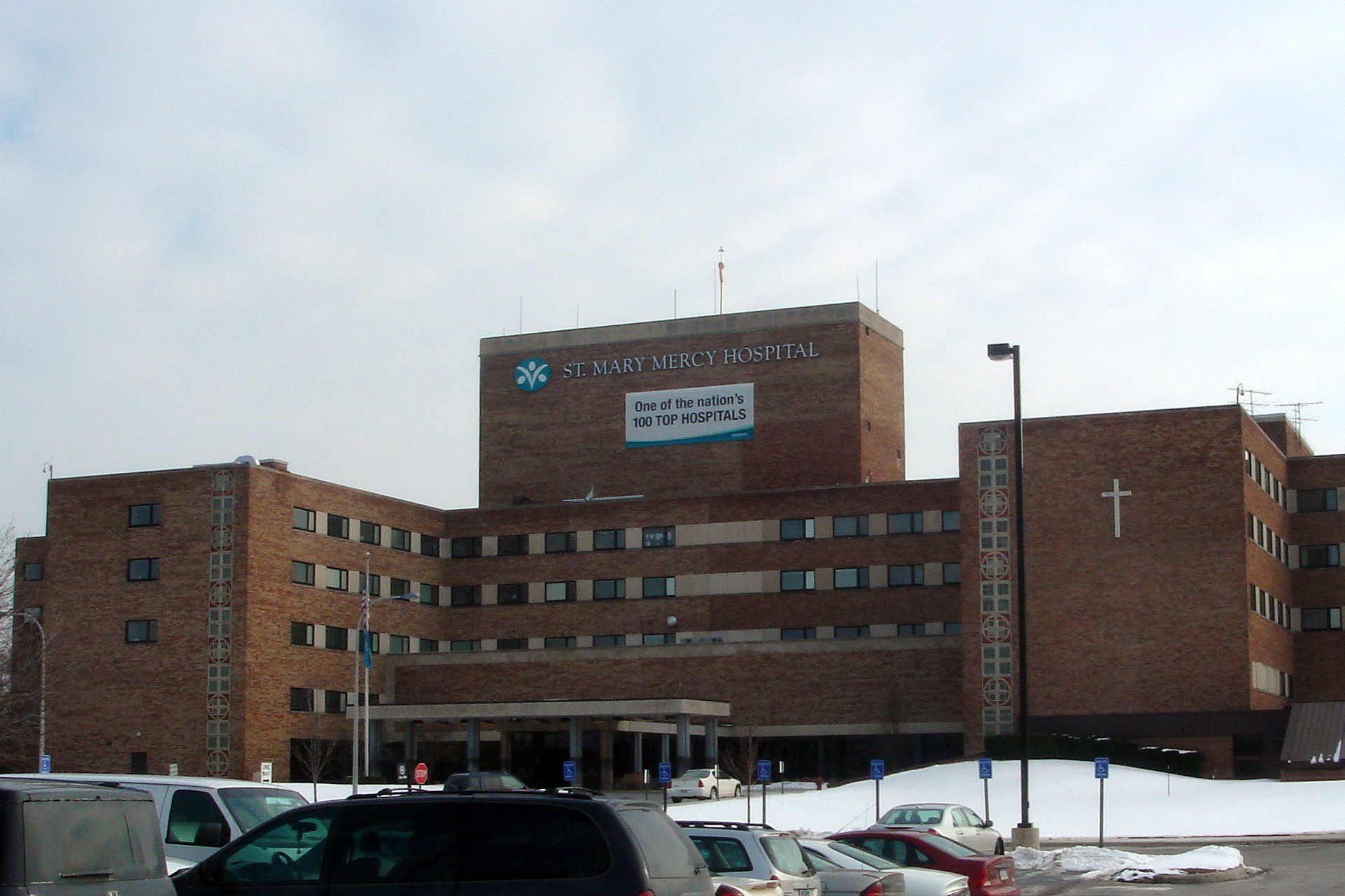
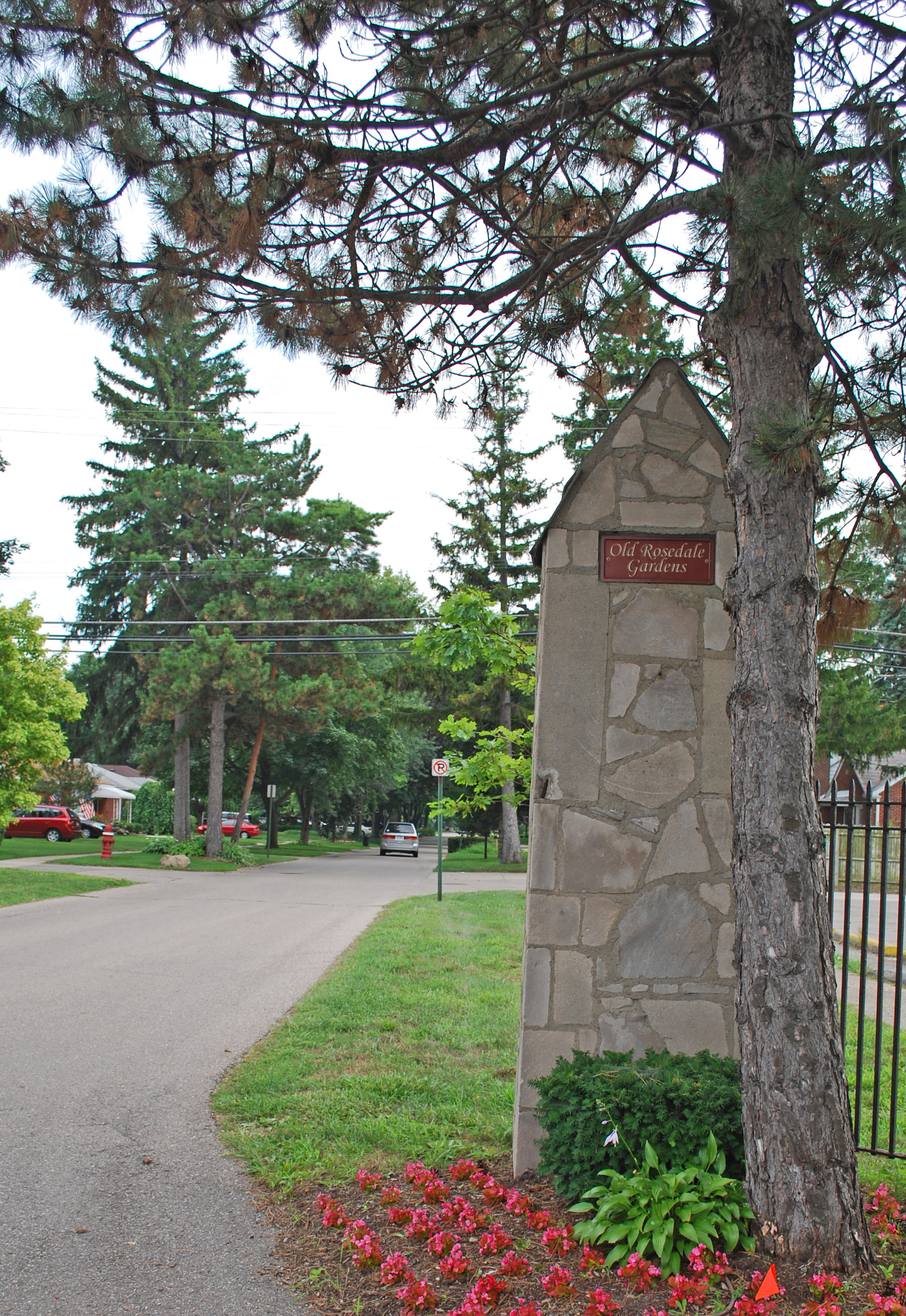
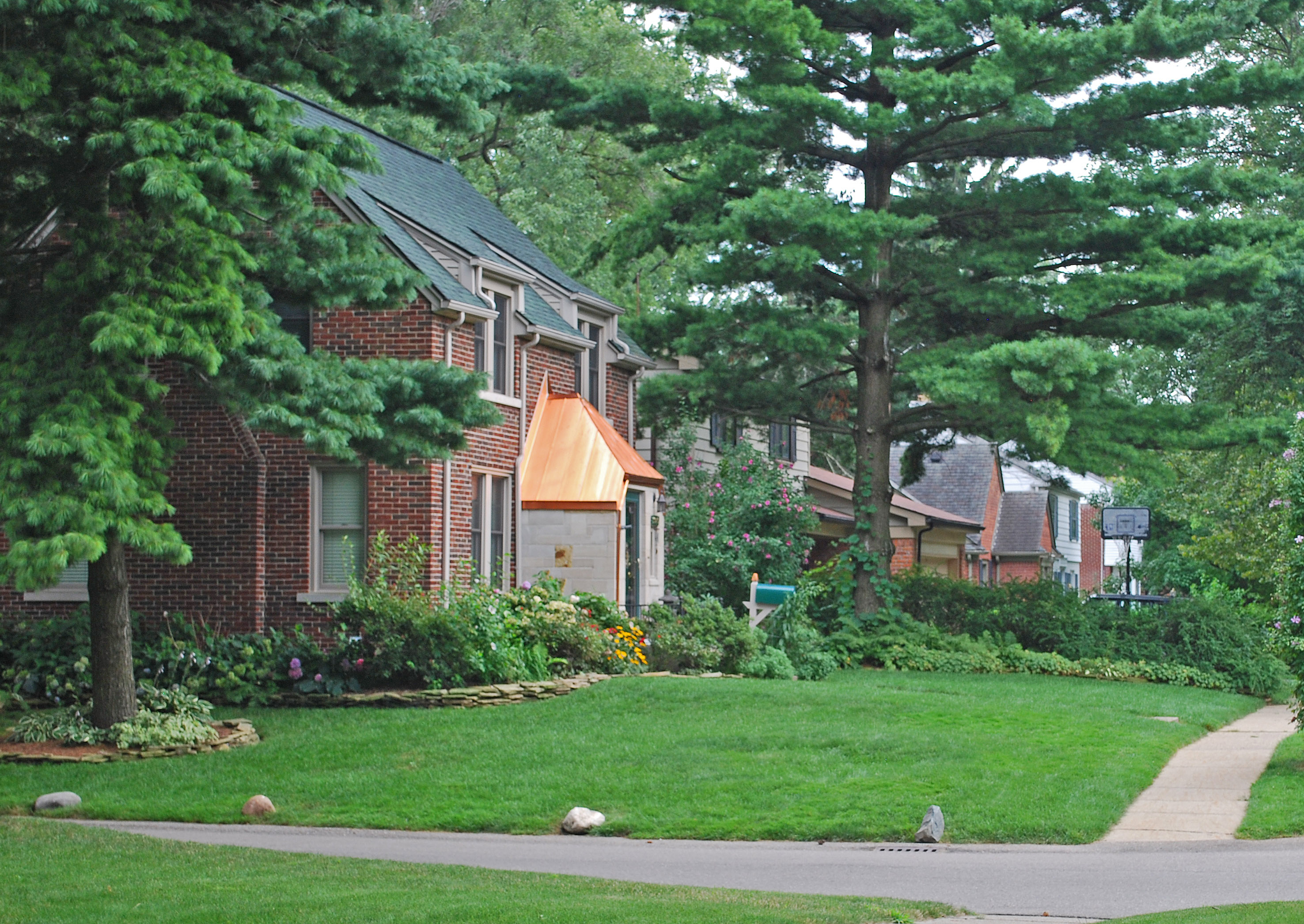
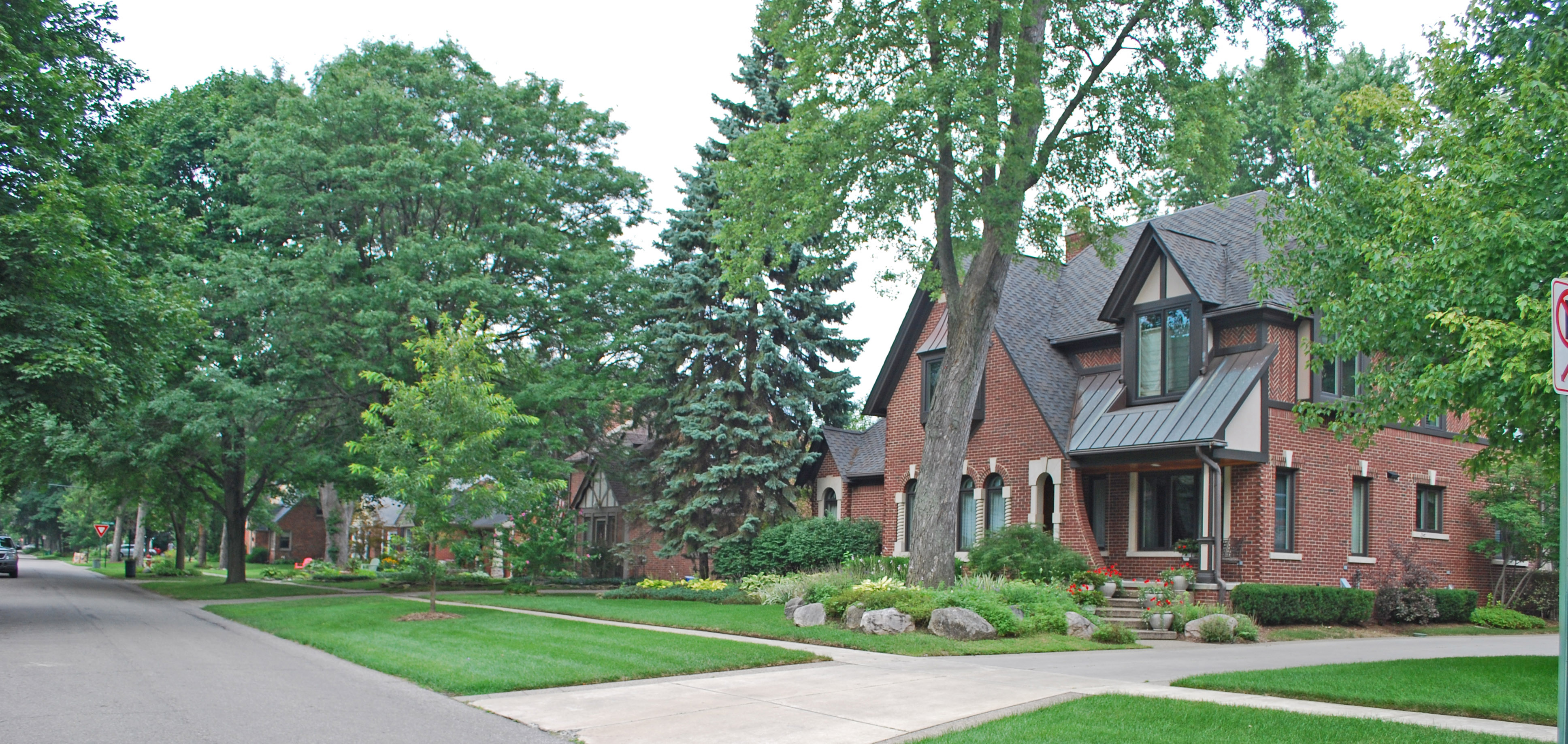
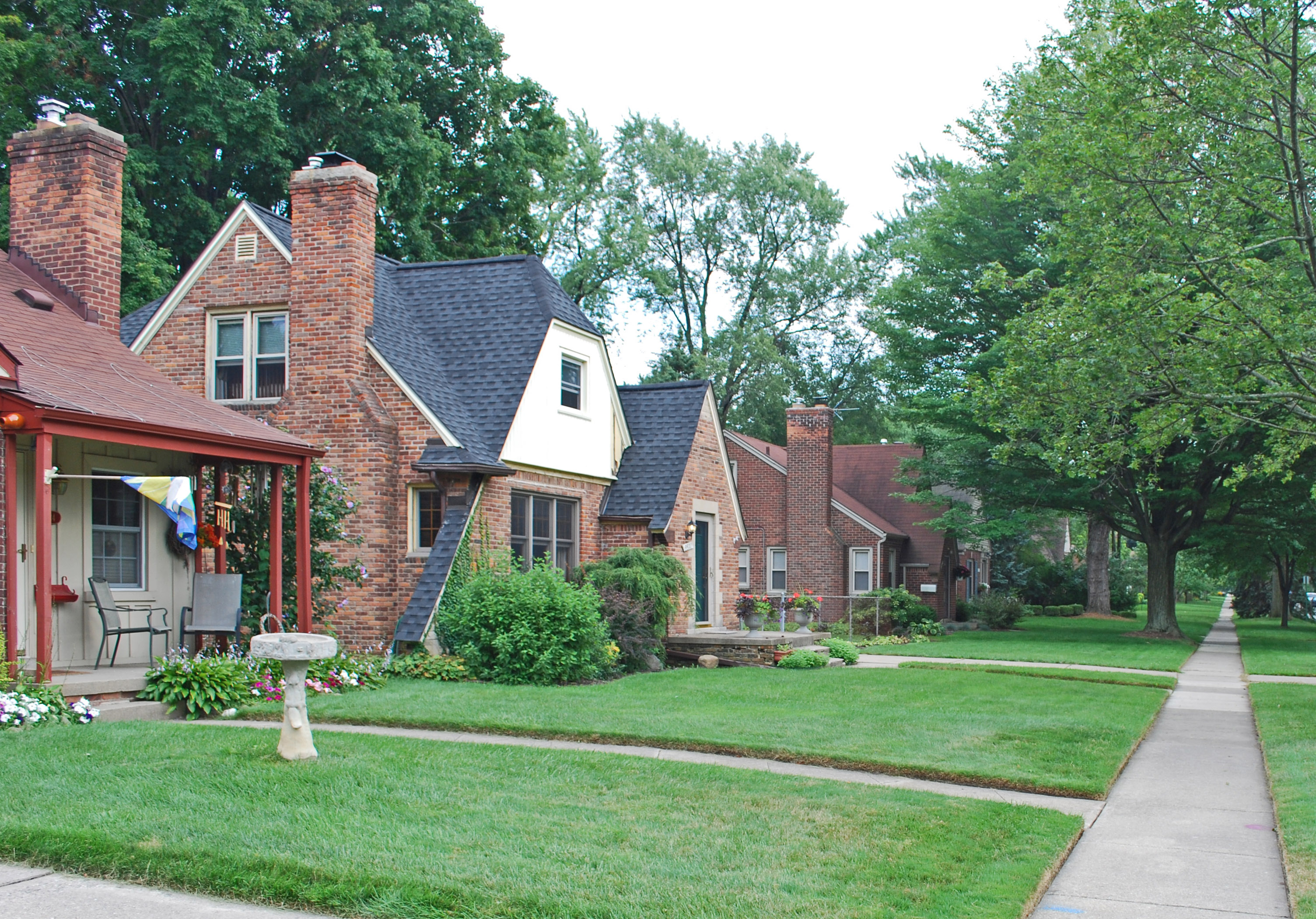
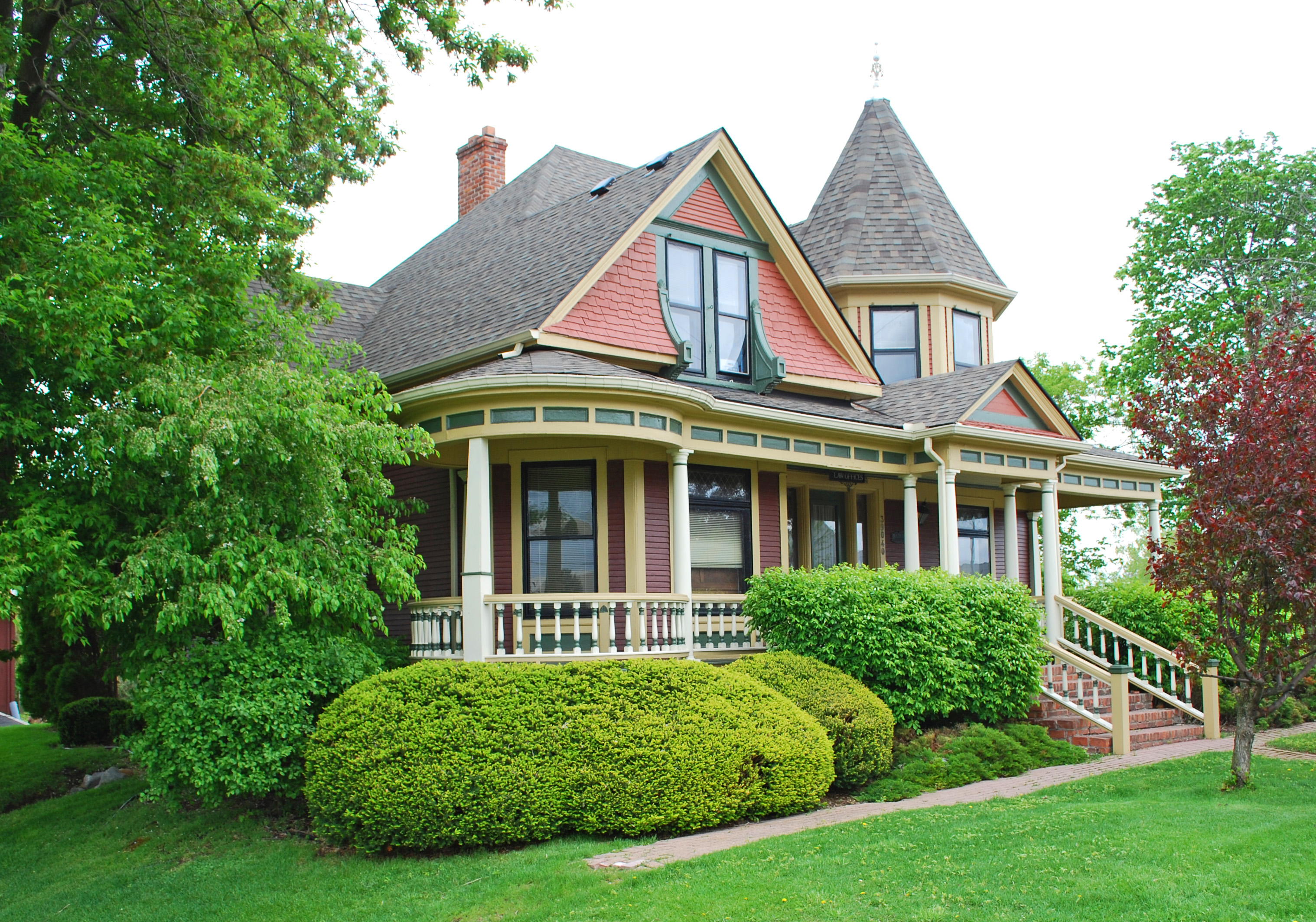